# National Oil Corporation
La National Oil Corporation (NOC) es la compañía petrolera nacional de Libia, la empresa domina la industria del petróleo en Libia, junto con una serie de filiales más pequeñas, que en conjunto representan alrededor de la mitad de la producción petrolera del país. De las filiales de NOC, la mayor productora de petróleo es la Waha Oil Company (WOC), seguida por la Arabian Gulf Oil Company (Agoco), Zueitina Oil Company (ZOC), y Sirte Oil Company (SOC).

## Sector petrolero de Libia
Libia es miembro de la Organización de Países Exportadores de Petróleo (OPEP) y posee las mayores reservas probadas de petróleo en África (seguida por Nigeria y Argelia), 41,5 mil millones de barriles en enero del 2007, un aumento del 39,1 GBBL (6.22×10^9 m³ ) en 2006. Alrededor del 80% de las reservas probadas de petróleo de Libia se encuentran en la Cuenca de Sirte, que representa el 90% de la producción petrolera del país. La provincia ocupa el lugar 13 entre las provincias de petróleo del mundo, con reservas conocidas de 43,1 millones de barriles (6,85×10^9 m³) de petróleo equivalente (36,7 miles de millones barriles de petróleo, 37,7 tcf de gas, 0,1 GBBL (16.000.000 m³) de líquidos de gas natural ). El gobierno domina la economía de Libia a través del control de los recursos petroleros, que representan aproximadamente el 95% de los ingresos de exportación, 75% de los ingresos del gobierno, y más del 50% del PIB, que en 2006 fue de USD 50,2 mil millones dólares.

## Nacionalización
En la década de 1970 Libia inició un programa de nacionalización de estilo socialista, en las que el Gobierno nacionaliza las compañías petroleras o se convertía en participante en sus concesiones, producción y servicios de transporte.

## Refinación
NOC posee y opera varias instalaciones de refinación, además de muchas empresas de procesamiento de gas natural y petróleo. Cerca de 380.000 bbl/d (60.000 m3/d) de crudo se refinan por las filiales nacionales. Aproximadamente el 60% de los productos refinados se exportan, principalmente a Europa. A principios de junio del 2007, NOC evaluó las propuestas de inversión para el mejoramiento de su refinería de Ras Lanuf. Con un coste total estimado de $2 mil millones. Las refinerías de NOC incluyen:
| Refinería           | Capacidad | Operador |
| ------------------- | --------- | -------- |
| Refinería Zawia     | 120,000   | ZOC      |
| Refinería Ras Lanuf | 220,000   | RLOGPC   |
| Refinería El-Brega  | 10,000    | SOC      |
| Refinería Tobruk    | 20,000    | Agoco    |
| Refinería Sarir     | 10,000    | Agoco    |

## Exportaciones
Con un consumo interno de 284.000 bbl/d (45.200 m3/d) en 2006, Libia había estimado exportaciones netas (incluyendo todos los líquidos), en 1,525 millones de bpd. La mayoría de las exportaciones de petróleo de Libia se venden a los países europeos, como Italia (495.000 barriles por día), Alemania (253.000 bpd), España (113.000 bpd) y Francia (87.000 bpd). Después del levantamiento de las sanciones contra Libia en el 2004, los Estados Unidos aumento gradualmente sus importaciones de petróleo de Libia, los EE. UU. importaron un promedio de 85.500 bbl/d (13.590 m3/d), del total de las exportaciones de petróleo de Libia en el 2006, frente a los 56.000 barriles/d (8.900 m3/d) en el 2005.